# Internationella GIS-dagen
Internationella GIS-dagen (International GIS Day) är en årlig händelse som innebär att användare och leverantörer av geografiska informationssystem (GIS) öppnar sina dörrar för skolor, företag och allmänheten i syfte att lära ut vad GIS är och visa upp olika GIS-tillämpningar.
Den internationella GIS-dagen är en global händelse. Organisationer över hela världen som använder GIS, eller är intresserad av GIS, deltar genom att hålla eller sponsra olika evenemang. Under 2005 genomfördes mer än 700 GIS-evenemang i 74 länder runt om i världen. Den första GIS Day inträffade 1998. GIS-dagen hålls i den tredje veckan i november varje år, på onsdagen under Geography Awareness Week, ett initiativ som sponsras av National Geographic Society.